# Prochor di Gorodec
Prochor di Gorodec o Prokhor de Gorodets, (in russo: Про́хор с Городца) (fl. XIV-XV secolo) starec della città di Gorodec, è stato un pittore di icone della scuola iconografica di Mosca, presunto maestro di Andreï Rublev.
Le cronache lo chiamano Prokhor lo starec. 

## Attribuzioni e stile
Nel 1405, insieme a Teofane il Greco e Andrej Rublëv, prese parte alla realizzazione dell'iconostasi della Cattedrale dell'Annunciazione a Mosca, all'interno del Cremlino. Mentre alcune icone dell'iconostasi sono attribuite a Teofane il Greco o ad Andrej Rublëv, molte altre, che evocano feste religiose e solennità, sono attribuite da Victor Lazarev (1897-1976) a Prochor: l'Ultima Cena, la Crocifissione, La sepoltura, la discesa all'inferno, la Pentecoste, la Dormizione, l'Ascensione, San Dmitri, San Giorgio. Questo storico dell'arte ha ritenuto in particolare che lo stile un po' arcaico di queste icone sia vicino ai modelli bizantini, il che gli consentì di attribuirgliele. Della stessa opinione è stato poi Igor Grabar. Ma queste icone sono oggi più spesso considerate di autore anonimo. È la partecipazione di Teofano il Greco alla realizzazione dell'iconostasi della Cattedrale dell'Annunciazione che viene spesso ripresa dagli storici. Ma secondo la storica Véra Traimond, nessun documento conferma la partecipazione dei tre artisti. Per quanto riguarda le analisi stilistiche, non sono infallibili. Questo è il motivo per cui le icone della cattedrale sono attualmente spesso attribuite a pittori anonimi. 
Il modo di dipingere di Prochor riflette una grande libertà, il gusto per i colori armoniosi, quello dei movimenti eleganti. I suoi personaggi sono caratterizzati da dettagli come: naso appuntito e braccia corte. 
Prochor rappresenta la tendenza bizantina tra i maestri di Mosca, che è l'erede della tradizione greca del XIV secolo (quella dei maestri Gontan, Semion, Ivan). 

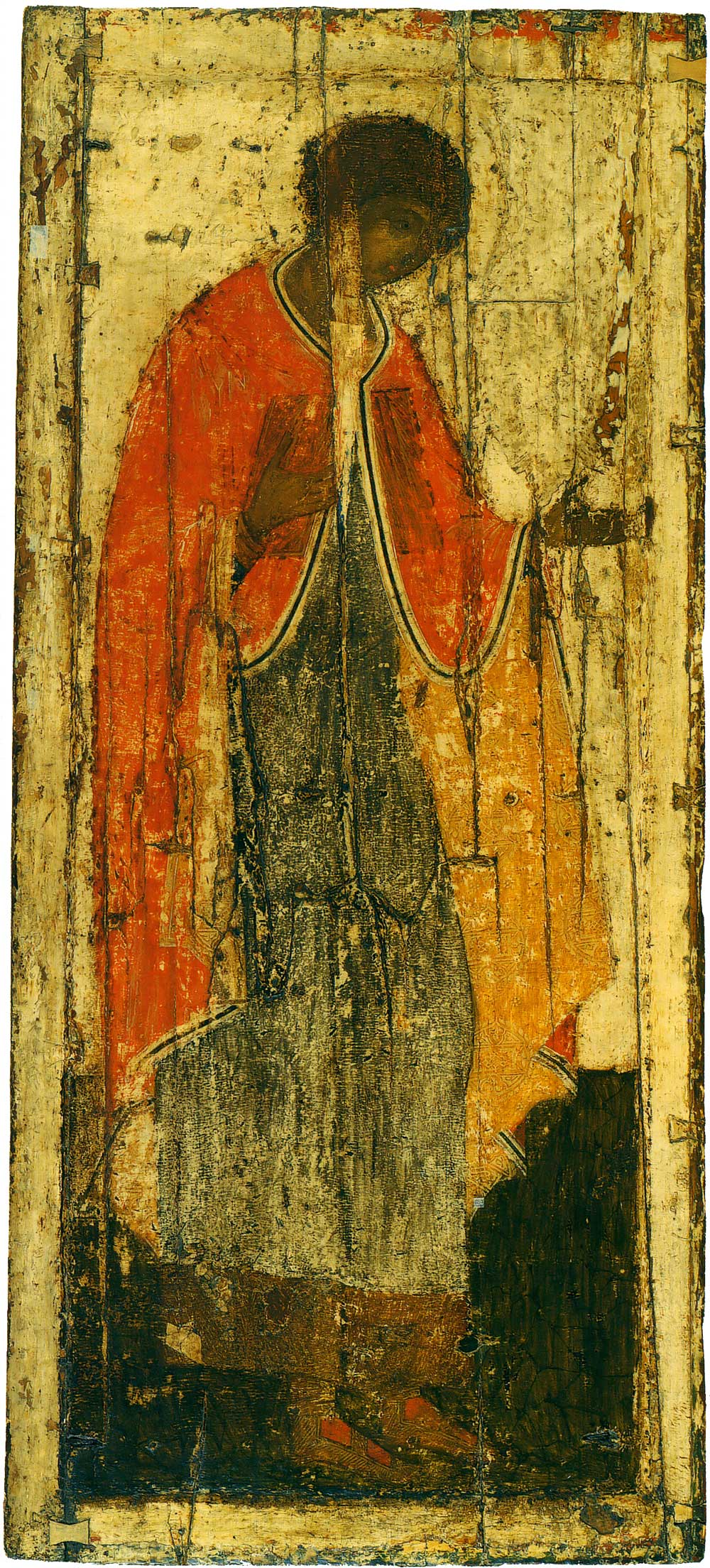
San Giorgio (Cattedrale dell'Annunciazione a Mosca)
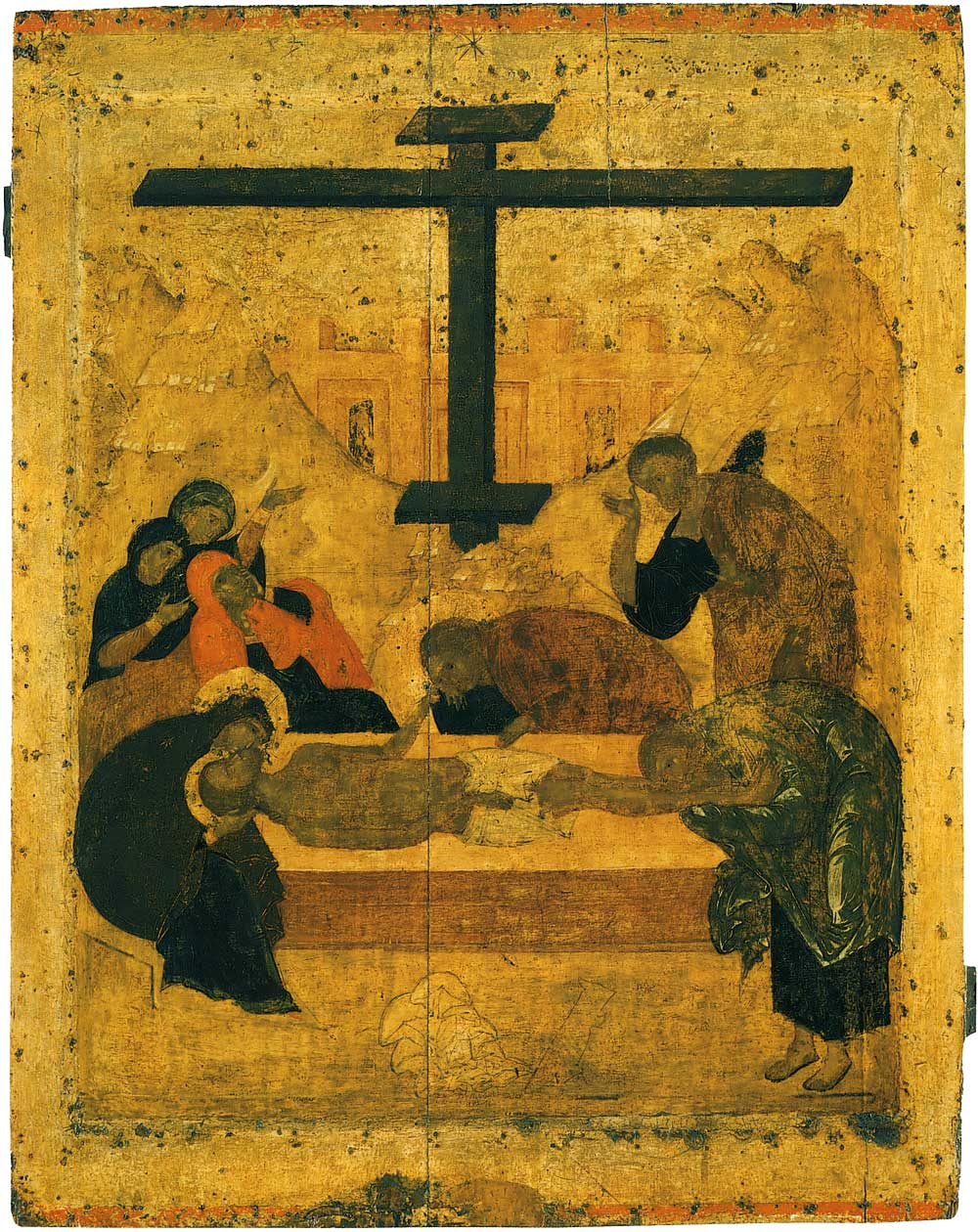
Sepoltura (Cattedrale dell'Annunciazione a Mosca)
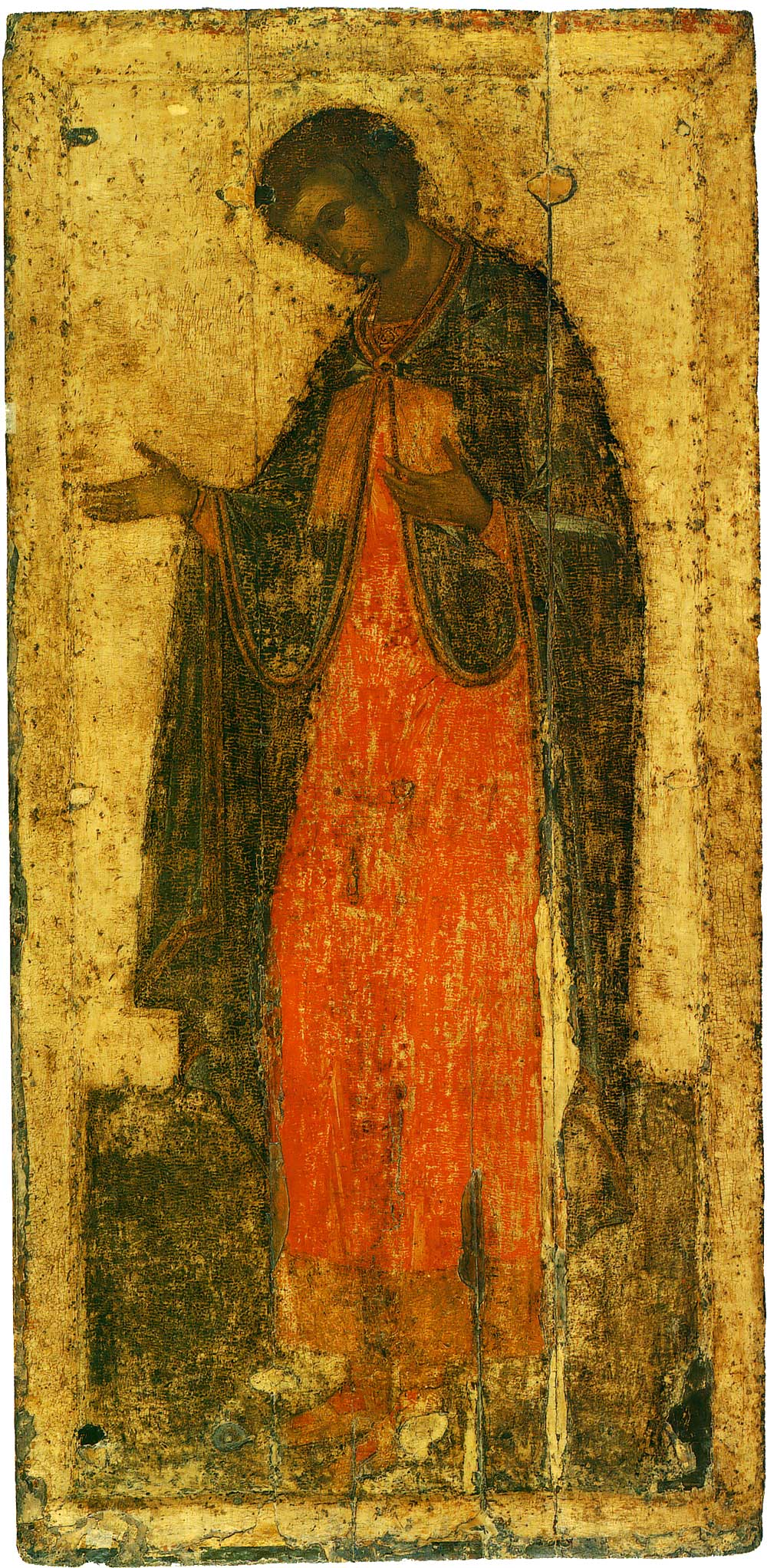
San Dimitri (Cattedrale dell'Annunciazione a Mosca)